# Colle della Gianna
Il Colle della Gianna (2.531 m s.l.m.) è un valico alpino delle Alpi Cozie, situato sul confine tra la Provincia di Torino (a nord) e quella di Cuneo (a sud), sullo spartiacque tra la Val Pellice e la Valle Po.

## Descrizione

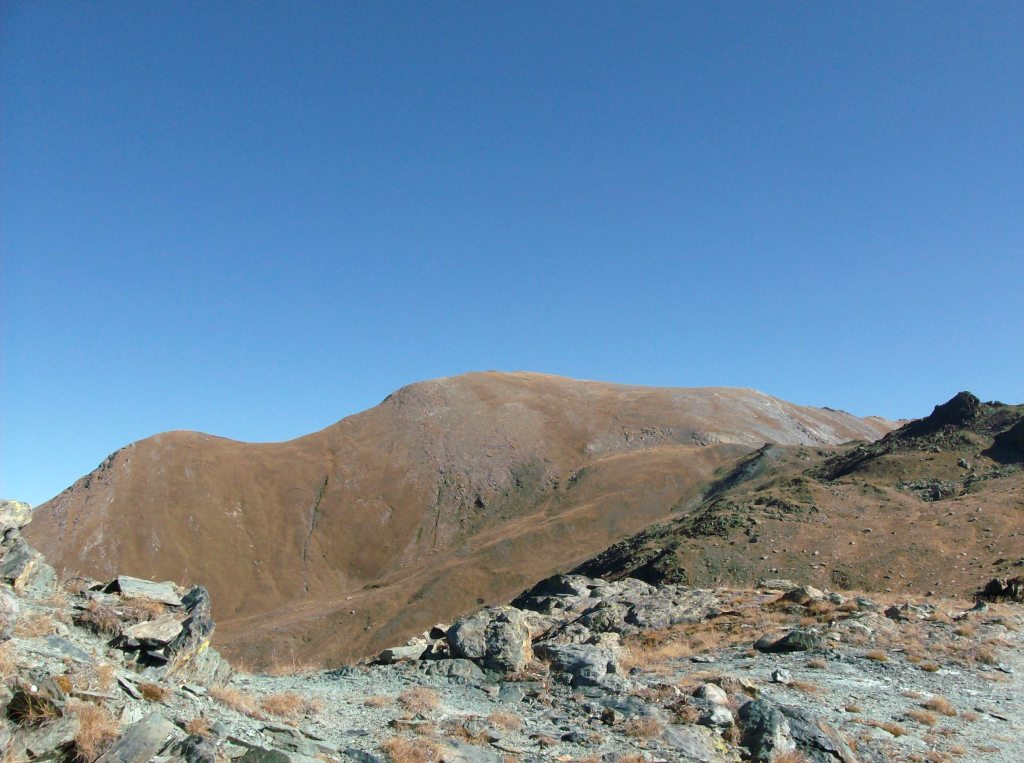
Il colle e, sullo sfondo, la Sea Bianca

Il punto di valico è un ampio avvallamento aperto tra la Punta Sea Bianca (2.721 m, a est) e la cresta che, passando per le Rocce Founs, scende verso ovest dal Monte Meidassa (3.105 m, a nord-est). Sul lato Val Po il colle chiude un ampio vallone che termina attorno a Pian Melzè (o Pian della Regina), mentre sul versante opposto il Rio della Gianna scende dal valico verso nord bagnando prima l'omonima Comba della Gianna, tributaria del Vallone dei Carbonieri. Il versante meridionale del colle ricade in comune di Crissolo mentre quello settentrionale appartiene a Villar Pellice.
Secondo la classificazione orografica SOIUSA il Colle della Gianna separa il sottogruppo alpino del Monte Granero dalla Costiera Sea Bianca-Frioland.

## Accesso al colle
Il colle è raggiunto dal lato Valle Po da due sentieri: uno che parte dal Pian del Re, l'altro (segnavia V28 e segnalazioni GTA) che sale invece da Pian Melzé.
Sul lato Pellice il percorso della GTA prosegue scendendo nel Vallone dei Carbonieri a breve distanza dal Rifugio Barbara Lowrie.